# Remo nos Jogos Olímpicos de Verão de 2012 - Skiff quádruplo masculino
As competições de remo nos Jogos Olímpicos de Verão de 2012 na modalidade skiff quádruplo masculino foram disputadas entre os dias 28 de julho e 3 de agosto no Lago Dorney em Londres.

## Medalhistas
|  | GER Alemanha                                           |  | AUS Austrália                                           |  | AUS Austrália                                              |
|  | Karl Schulze Philipp Wende Lauritz Schoof Tim Grohmann |  | David Šain Martin Sinković Damir Martin Valent Sinković |  | Chris Morgan Karsten Forsterling James McRae Daniel Noonan |

## Resultados
- Regras de qualificação: 1-3->S, 5..->R

### Eliminatórias

#### Eliminatória 1
| Pos. | Atletas                                                                 | Equipe             | Tempo   | Notas |
| ---- | ----------------------------------------------------------------------- | ------------------ | ------- | ----- |
| 1    | Vladislav Ryabtsev Alexey Svirin Nikita Morgachev Sergey Fedorovtsev    | RUS Rússia         | 5:42.26 | Q     |
| 2    | Andrei Jämsä Allar Raja Tonu Endrekson Kaspar Taimsoo                   | EST Estônia        | 5:42.87 | Q     |
| 3    | Benjamin Chabanet Matthieu Androdias Pierre-Jean Peltier Adrien Peltier | FRA França         | 5:44.25 | Q     |
| 4    | Wesley Piermarini Alexander Osborne Peter Graves Elliot Hovey           | USA Estados Unidos | 5:50.25 | R     |
| 5    | Matteo Stefanini Francesco Fossi Pierpaolo Frattini Simone Raineri      | ITA Itália         | 6:08.99 | R     |

#### Eliminatória 2
| Pos. | Atletas                                                       | Equipe            | Tempo   | Notas |
| ---- | ------------------------------------------------------------- | ----------------- | ------- | ----- |
| 1    | David Šain Martin Sinković Damir Martin Valent Sinković       | CRO Croácia       | 5:39.08 | Q     |
| 2    | Konrad Wasielewski Marek Kolbowicz Michał Jeliński Adam Korol | POL Polônia       | 5:40.56 | Q     |
| 3    | Chris Morgan Karsten Forsterling James McRae Daniel Noonan    | AUS Austrália     | 5:41.56 | Q     |
| 4    | John Storey Michael Arms Matthew Trott Robert Manson          | NZL Nova Zelândia | 5:41.62 | R     |

#### Eliminatória 3
| Pos. | Atletas                                                          | Equipe           | Tempo   | Notas |
| ---- | ---------------------------------------------------------------- | ---------------- | ------- | ----- |
| 1    | Karl Schulze Philipp Wende Lauritz Schoof Tim Grohmann           | GER Alemanha     | 5:39.69 | Q     |
| 2    | Stephen Rowbotham Charles Cousins Tom Solesbury Matthew Wells    | GBR Grã-Bretanha | 5:41.75 | Q     |
| 3    | Volodymyr Pavlovskyi Kostiantyn Zaitsev Sergii Gryn Ivan Gryn    | UKR Ucrânia      | 5:43.46 | Q     |
| 4    | Florian Stofer Nico Stahlberg Andre Vonarburg Augustin Maillefer | SUI Suíça        | 5:45.13 | R     |

### Repescagem
| Pos. | Atletas                                                            | Equipe             | Tempo   | Notas |
| ---- | ------------------------------------------------------------------ | ------------------ | ------- | ----- |
| 1    | John Storey Michael Arms Matthew Trott Robert Manson               | NZL Nova Zelândia  | 5:43.82 | Q     |
| 2    | Matteo Stefanini Francesco Fossi Pierpaolo Frattini Simone Raineri | ITA Itália         | 5:44.57 | Q     |
| 3    | Florian Stofer Nico Stahlberg Andre Vonarburg Augustin Maillefer   | SUI Suíça          | 5:44.90 | Q     |
| 4    | Wesley Piermarini Alexander Osborne Peter Graves Elliot Hovey      | USA Estados Unidos | 5:45.62 |       |

### Semifinais

#### Semifinal 1
| Pos. | Atletas                                                              | Equipe            | Tempo   | Notas |
| ---- | -------------------------------------------------------------------- | ----------------- | ------- | ----- |
| 1    | David Šain Martin Sinković Damir Martin Valent Sinković              | CRO Croácia       | 6:03.39 | Q     |
| 2    | Chris Morgan Karsten Forsterling James McRae Daniel Noonan           | AUS Austrália     | 6:05.45 | Q     |
| 3    | Stephen Rowbotham Charles Cousins Tom Solesbury Matthew Wells        | GBR Grã-Bretanha  | 6:05.71 | Q     |
| 4    | John Storey Michael Arms Matthew Trott Robert Manson                 | NZL Nova Zelândia | 6:10.95 |       |
| 5    | Vladislav Ryabtsev Alexey Svirin Nikita Morgachev Sergey Fedorovtsev | RUS Rússia        | 6:13.61 |       |
| 6    | Florian Stofer Nico Stahlberg Andre Vonarburg Augustin Maillefer     | SUI Suíça         | 6:19.64 |       |

#### Semifinal 2
| Pos. | Atletas                                                                 | Equipe       | Tempo   | Notas |
| ---- | ----------------------------------------------------------------------- | ------------ | ------- | ----- |
| 1    | Karl Schulze Philipp Wende Lauritz Schoof Tim Grohmann                  | GER Alemanha | 6:05.85 | Q     |
| 2    | Andrei Jämsä Allar Raja Tonu Endrekson Kaspar Taimsoo                   | EST Estônia  | 6:07.85 | Q     |
| 3    | Konrad Wasielewski Marek Kolbowicz Michał Jeliński Adam Korol           | POL Polônia  | 6:10.75 | Q     |
| 4    | Benjamin Chabanet Matthieu Androdias Pierre-Jean Peltier Adrien Peltier | FRA França   | 6:12.81 |       |
| 5    | Volodymyr Pavlovskyi Kostiantyn Zaitsev Sergii Gryn Ivan Gryn           | UKR Ucrânia  | 6:16.23 |       |
| 6    | Matteo Stefanini Francesco Fossi Pierpaolo Frattini Simone Raineri      | ITA Itália   | 6:18.96 |       |

### Finais

#### Final B
| Pos | Atletas                                                                 | Equipe            | Tempo   | Notas |
| --- | ----------------------------------------------------------------------- | ----------------- | ------- | ----- |
| 1   | John Storey Michael Arms Matthew Trott Robert Manson                    | NZL Nova Zelândia | 5:58.88 |       |
| 2   | Vladislav Ryabtsev Alexey Svirin Nikita Morgachev Sergey Fedorovtsev    | RUS Rússia        | 5:59.17 |       |
| 3   | Volodymyr Pavlovskyi Kostiantyn Zaitsev Sergii Gryn Ivan Gryn           | UKR Ucrânia       | 6:01.23 |       |
| 4   | Benjamin Chabanet Matthieu Androdias Pierre-Jean Peltier Adrien Peltier | FRA França        | 6:02.12 |       |
| 5   | Matteo Stefanini Francesco Fossi Pierpaolo Frattini Simone Raineri      | ITA Itália        | 6:02.57 |       |
| 6   | Florian Stofer Nico Stahlberg Andre Vonarburg Augustin Maillefer        | SUI Suíça         | 6:04.37 |       |

#### Final A

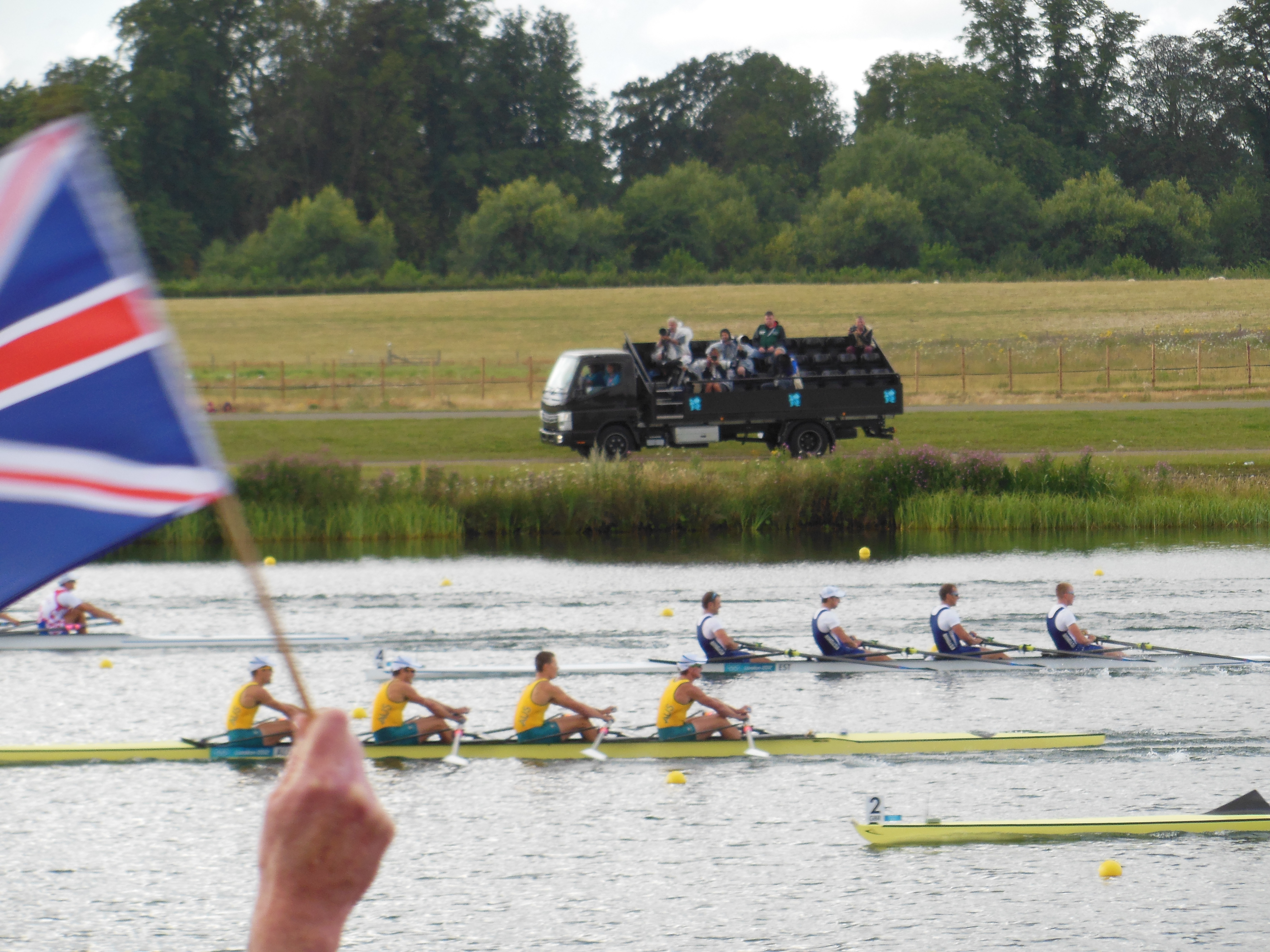
Embarcações durante a final do skiff quádruplo.

| Pos               | Atletas                                                       | Equipe           | Tempo   | Notas |
| ----------------- | ------------------------------------------------------------- | ---------------- | ------- | ----- |
| Medalha de ouro   | Karl Schulze Philipp Wende Lauritz Schoof Tim Grohmann        | GER Alemanha     | 5:42.48 |       |
| Medalha de prata  | David Šain Martin Sinković Damir Martin Valent Sinković       | CRO Croácia      | 5:44.78 |       |
| Medalha de bronze | Chris Morgan Karsten Forsterling James McRae Daniel Noonan    | AUS Austrália    | 5:45.22 |       |
| 4                 | Andrei Jämsä Allar Raja Tonu Endrekson Kaspar Taimsoo         | EST Estônia      | 5:46.96 |       |
| 5                 | Stephen Rowbotham Charles Cousins Tom Solesbury Matthew Wells | GBR Grã-Bretanha | 5:49.19 |       |
| 6                 | Konrad Wasielewski Marek Kolbowicz Michał Jeliński Adam Korol | POL Polônia      | 5:51.74 |       |

Legenda
| Recorde mundial      | Recorde mundial (World record)               |                       | Recorde africano                      | Recorde africano (African) |                                           | Q | Classificado por posição (Qualified) |
| Recorde olímpico     | Recorde olímpico (Olympic record)            | Recorde da América    | Recorde da América (Americas)         | q                          | Classificado por melhor tempo (Qualified) |   |                                      |
| Melhor marca do ano  | Melhor marca do ano (World leading)          | Recorde asiático      | Recorde asiático (Asian)              | DNS                        | Não largou (Did not start)                |   |                                      |
| Recorde nacional     | Recorde nacional (National record)           | Recorde europeu       | Recorde europeu (European)            | DNF                        | Não terminou (Did not finish)             |   |                                      |
| Recorde pessoal      | Recorde pessoal do atleta (Personal best)    | Recorde da Oceania    | Recorde da Oceania (Oceania)          | DSQ / DQ                   | Desclassificado (Disqualified)            |   |                                      |
| Recorde da temporada | Recorde da temporada do atleta (Season best) | Recorde sul-americano | Recorde sul-americano (South America) | NM                         | Sem marca (No mark)                       |   |                                      |

### Remo
| S | Classificado(a) para as semifinais |    |                        | FA | Final A (disputa de medalhas) |  |  | FD | Final D (sem medalhas) |
| Q | Classificado(a) para as quartas    | FB | Final B (sem medalhas) | FE | Final E (sem medalhas)        |  |  |    |                        |
| R | Classificado(a) para a repescagem  | FC | Final C (sem medalhas) | FF | Final F (sem medalhas)        |  |  |    |                        |